# You See Me Crying
You See Me Crying è un singolo del gruppo rock statunitense Aerosmith, pubblicato nel 1975 ed estratto dall'album Toys in the Attic.
Si tratta di una power ballad scritta da Steven Tyler e Don Solomon.

## Tracce
- 7"

1. You See Me Crying
2. Toys in the Attic